# Fausto di Riez
Fausto di Riez, in latino Faustus Rhegiensis episcopus, noto anche come Faustino di Riez (408 circa – Riez, 495 circa), fu un monaco di origine britannica, che divenne abate e poi vescovo. È venerato come santo.

## Biografia
Forse originario della Britannia, entrò giovanissimo nell'Abbazia di Lerino, dove compì la sua preparazione teologica, e fu eletto abate nel 433; divenne vescovo di Reii, oggi Riez (Alpi dell'Alta Provenza) verso il 452; esiliato verso il 478 dal re visigoto Eurico, per la polemica che conduceva contro gli ariani, alla morte del re, nel 485, ritornò alla sua residenza. Fu parte principale del concilio di Arles, nel 475, che condannò il suo sacerdote Lucido, accusato di predestinazionismo. Morì attorno al 495.

## Opere
Delle sue opere abbiamo 12 lettere, pochi sermoni, un trattatello De Spiritu Sancto, due libri De gratia. Anche altre opere sono state ascritte a lui, ma senza certezza, ed è dubbia l'identificazione dell'Adversum arianos et macedonianos ricordato da Gennadio (De vir. ill., 86) con il Breviarium fidei adversus arianos attribuito a Leone Magno, o con il De ratione fidei attribuito allo stesso Fausto o con altri scritti. La sua dottrina sull'anima, combattuta da Claudiano Mamerto, è reputata oggi comunemente erronea; le tesi nettamente semipelagiane del suo De gratia incorsero vari anni dopo nell'esplicita disapprovazione di Roma e furono combattute da S. Fulgenzio di Ruspe. Queste posizioni gli procurarono una condanna postuma da parte del secondo Concilio di Orange (529) per semipelagianesimo, insieme a Giovanni Cassiano e a Vincenzo di Lerino.

## Edizioni
- Opere, a cura di A. Engelbrecht, in Corpus Scriptorum Ecclesiasticorum Latinorum, XXI, Vienna 1891. Per i sermoni, v. G. Morin, in Rev. bénéd., IX (1892), p. 49 segg. e X (1893), p. 62.